# Mo Ji-soo
Mo Ji-soo (kor. 모지수; * 3. Juni 1969) ist ein südkoreanischer Shorttracker.
Mo errang bei der Winter-Universiade 1989 in Sofia eine Silbermedaille über 1500 m und eine Bronzemedaille über 3000 m. Zwei Jahre später erreichte er in Sapporo bei der Winter-Universiade ebenfalls Bronze über 3000 m. Bei den Teamweltmeisterschaften 1991 in Seoul gewann er Silber und im darauf folgenden Jahr Gold. Bei den Weltmeisterschaften 1992 in Denver wurde er im Mehrkampf Zweiter. Er gewann bei den Olympischen Winterspielen 1992 in Albertville mit der Staffel über 5000 m zusammen mit Kim Ki-hoon, Lee Joon-ho und Song Jae-kun eine Goldmedaille.
Nach seiner aktiven Laufbahn wurde Mo Shorttracktrainer in Goyang.